# Melcior Domenge i Antiga

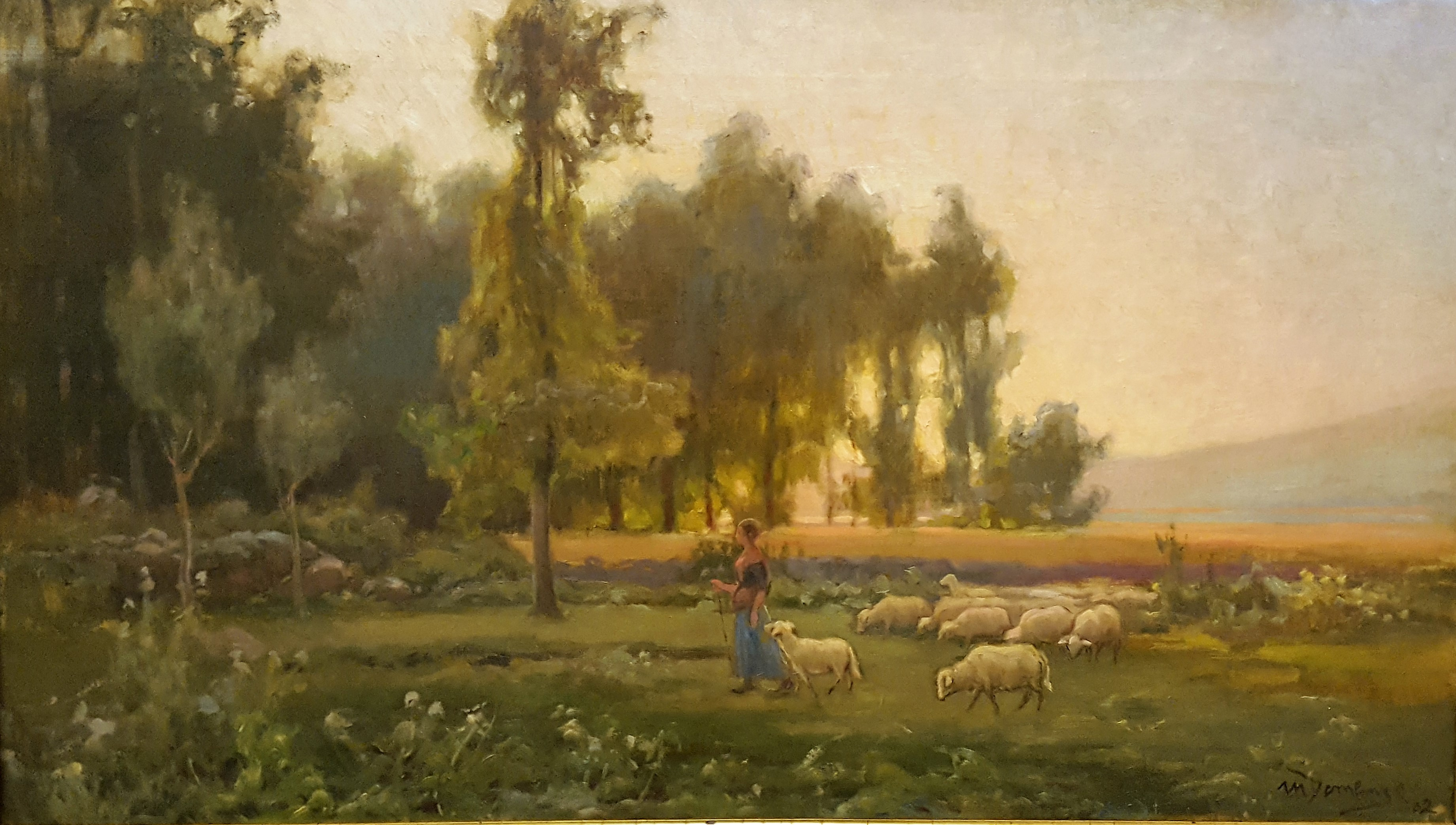
Melcior Domenge: Hirtin, Öl auf Leinwand, 1902, Museu de la Garrotxa, Olot

Melcior Domenge i Antiga (* 10. Mai 1871 in Olot; †  1939 ebenda) war ein katalanischer Maler und Krippenkünstler, der in der Tradition der Schule von Olot stand.

## Laufbahn
Seine künstlerisch-malerische Ausbildung erhielt er an der Kunstakademie von Olot. Hier wie auch an der Llotja von Barcelona wirkte er später als Dozent. Domenge galt als der Musterschüler von Joaquim Vayreda. Er war derjenige, der die Kunst im Sinne Joaquim Vayredas weiterverbreitete. Als Schüler hat er oft die Werke Vayredas vorbereitet. Bereits mit 18. Jahren hatte er Individualausstellungen in Barcelona. 

## Werk
Er malte viele Porträts und häufig auch religiöse Themen. Für letzteres steht beispielhaft das Werk „Bon Pastor“ („Der gute Hirte“) in der Kapelle der Kapuziner von Olot. Vor allem war Melcior Domenge aber Landschaftsmaler. Er wirkte als solcher synthetischer als sein Meister; er war Gegner von allem, was den Eindruck der Natur gestört hat. Viele Bilder thematisieren das Gegenlicht des heraufziehenden Morgens. In der Farbgebung hat er häufig ein grünliches Gold mit rötlichen Lilatönen kombiniert. In diesem Zusammenhang sprechen Kunstfachleute von dem „Acord Domenge“, dem Domengeschen Zusammenkommen. Das Werk Domenges ist im Garrotxa-Museum in Olot gut vertreten.